# Лудвиг I фон Льовенщайн
Лудвиг I фон Льовенщайн (на немски: Ludwig I von Löwenstein; * 29 септември 1463, Хайделберг; † 28 март 1523, Льовенщайн) е граф на Льовенщайн и основател на фамилията Льовенщайн-Вертхайм.

## Живот
Той е вторият син на курфюрст Фридрих I от Пфалц (1425 – 1476) от род Вителсбахи и втората му (морганатичен брак) съпруга Клара Тот (1440 – 1520) от Аугсбург.
На 24 февруари 1494 г. римско-немският крал Максимилиан I го издига в имперското графско съсловие. Баща му му оставя Графство Льовенщайн.
Лудвиг се жени на 5 март 1488 г. за Елизабет фон Монфор († 13 януари 1503), дъщеря на Хуго XIII (XI) фон Монфор-Ротенфелс-Арген-Васербург († 1491) и Елизабет фон Верденберг († 1467). Раждат им се десет деца, между тях синовете и наследниците Лудвиг II и Фридрих I.
След смъртта на Елизабет той се жени втори път през 1509 г. за София Бьоклин (* 1460, Страсбург; † 13 януари 1510), вдовица на граф Конрад III фон Тюбинген (1449 – 1506), дъщеря на Вилхелм Боклин, градски майстор от Страсбург († сл. 1501) и Урсула Вурмзер. Бракът е бездетен.
Лудвиг фон Бавария, както е наричан, основава княжеската фамилия Льовенщайн-Вертхайм, която още съществува с линиите на протестантските князе фон Льовенщайн-Вертхайм-Фройденберг и на католическите князе фон Льовенщайн-Вертхайм-Розенберг.

## Деца
Лудвиг и Елизабет фон Монфор имат децата:
- Маргарета (* 28 юни 1489, † 1489)
- Елизабет (* 8 юни 1490, † 1530), ∞ I. Граф Освалд II фон Тирщайн (* 27 август 1474, † 1514), II. 1524 Георг Вюртвайн
- Волфганг (* 2 април 1491, † 28 април 1491)
- Лудвиг (*/† март 1492)
- Волфганг (* 25 март 1493, † 15 април 1512), ∞ 15 януари 1512 Елизабет фон Хоенлое-Нойенщайн (* 18 ноември 1495, † 1540), дъщеря на граф Крафт VI
- Катарина (* 25 април 1497, † 10 септември 1541), монахиня в Лихтенщерн
- Лудвиг II (* 28 април 1498, † 1536), ∞ 16 декември 1525 Анна Шенк фон Лимпург († 1536)
- Клара (* 28 април 1499, † 6 февруари 1568), монахиня в Лобенфелд
- Йохана (* 20 юли 1500, † 10 януари 1520), монахиня в Лихтенщерн
- Фридрих I (* 19 август 1502, † 3 февруари 1541), ∞ 16 юни 1524 Хелена фон Кьонигсег (* 15 март 1509, † 20 април 1566). Баща на Лудвиг III фон Льовенщайн-Вертхайм (* 17 февруари 1530, † 13 март 1611)